# Dan Aykroyd
Dan Aykroyd (* 1. červenec 1952 Ottawa, Kanada) je kanadsko-americký herec, komik, scenárista a hudebník. Jako herec získal cenu Emmy. V 80. letech jej učinila známým role ve filmu The Blues Brothers (zde byl i autorem scénáře) a Krotitelé duchů, dále pak hrál ve snímcích Krásná mimozemšťanka, Řidič slečny Daisy, Moje druhá láska, Chaplin či Mí drazí Američané. Režií se podílel například na komediálním hororu Nic než trable.